# Mr. Self Destruct
Pistes de The Downward Spiral
Piggy
Mr. Self Destruct est une chanson américaine du groupe de rock industriel Nine Inch Nails. Écrit par le chanteur Trent Reznor, coproduit par Flood et enregistrée à Le Pig en 1993, c'est le morceau d'ouverture de The Downward Spiral (1994), et prédit l'esthétique laide de l'album et le ton souvent colérique. La chanson donne aussi une formation lyrique du protagoniste de l'album.
Il a reçu des commentaires positifs des critiques de la musique, son titre est devenu utilisé comme nom officiel pour une tournée par le groupe. "M. Self Destruct" a été remixé à plusieurs reprises, avec cinq d'entre eux apparaissant dans son album remixes, Further Down the Spiral (1995), et en 1996, Reznor accordé au réalisateur David Fincher (qui plus tard, il a collaboré avec Atticus Ross pour créer des bandes sonores à deux de ses films) l'autorisation d'utiliser un remix de la chanson pour une publicité Levi's.

## Écriture et enregistrement
Les premières idées pour la chanson ont été conçus après le Lollapalooza Festival en 1991. La production a commencé après l'achèvement de Broken (1992), lorsque Reznor a écrit un court poème. Cela a été transformé en un prototype de "M. Self Destruct", avec beaucoup d'autres chansons. Flood était le coproducteur de la chanson, comme avec le reste de l'album alors à venir à partir du projet de Reznor.
Reznor envisageait Adrian Belew (qui a joué dans plusieurs groupes, y compris King Crimson et de la musique live pour David Bowie) exposées à Le Pig, alors Flood appel tet l'invite à la maison autour du studio (10050 Cielo). En entrant dans Le Pig il demanda: "Salut, qu'est-ce que vous voulez que je fasse?". L'équipe de production a communiqué de nouveau à Belew, qui a parlé de ce réglage de la chanson a été jouée à. Reznor a répondu: "Euh, je ne suis pas sûr. Probablement. Voir ce qui se passe. Ne vous inquiétez pas à ce sujet. Voici le groupe, [et] faire ce que vous voulez". Belew finalement enregistré ce qui est devenu la fin impair de la chanson,.
Belew dit de Reznor: "Trent [Reznor] a une commande étonnante de la technologie, anciens et nouveaux, il s'agit d'une telle personne fascinante de travailler avec, mais qui peut avoir effectivement contribué en quelque sorte la musique vient se prête à tant d'idées que. sont dans mon royaume". Il a continué à collaborer à deux autres albums de Nine Inch Nails, The Fragile (1999) et l'album instrumental, publié indépendamment Ghosts I-IV (2008).

## Musique et paroles
"M. Self Destruct", prédit le ton colérique et l'esthétique laid de l'album; les sons d'ouverture de la chanson sont une partie de THX 1138 de George Lucas dans lequel un homme est battu par un gardien de prison alors frappé à l'intérieur d'un prison; coupé immédiatement par la voix agressive de Trent Reznor qui récite les versets et les chœurs. Ce morceau à un rythme de 200 BPM (comme "Big Man with a Gun"). La prestation vocale occasionnel de Reznor qui contraste avec une bruyante cacophonie autour de lui.